# Ouanes Mechkour
M'hamed Ouanes Mechkour dit Sikki né le 3 février 1959 à Es Senia dans la wilaya d'Oran et mort le 2 juillet 2001 à Oran, était un footballeur international algérien. Il évoluait au poste de défenseur central.

## Biographie
Il jouait au poste de défenseur à Nasr Es Senia puis au Mouloudia Club d'Oran pendant plus de 15 ans avec lequel il remporte 3 fois championnat d'Algérie (1988, 1992 et 1993) et gagne trois fois la Coupe d’Algérie (1984, 1985 et 1996). Il fut aussi finaliste de le ligue des champions d'Afrique en 1989.

## Palmarès
- Champion d'Algérie en 1988, 1992 et 1993 avec le MC Oran.
- Vice-champion d'Algérie en 1985, 1987, 1990, 1995 1996 et 1997 avec le MC Oran.
- Vainqueur de la Coupe d'Algérie en 1984, 1985 et 1996 avec le MC Oran.
- Vainqueur de la Coupe de la Ligue d'Algérie en 1996 avec le MC Oran.
- Finaliste de la Supercoupe d'Algérie en 1992 avec le MC Oran.
- Finaliste de la Coupe des clubs champions africains en 1989 avec le MC Oran.
- Vainqueur de la Coupe arabe des vainqueurs de coupe en 1997 avec le MC Oran.